# ذا كينغ أوف راندوم
ذا كينغ اوف راندوم هي قناة على يوتيوب تم إنشاؤها بواسطة غرانت تومبانسون في عام 2010 وتجري مشروعات وتجارب اصنعها بنفسك تتضمن غالبًا كميات كبيرة من عنصر واحد. استضافت طومسون القناة في الأصل فقط، ولكن الآن استضافتها نيت بونهام وكالي جيد. تضم القناة حوالي 12 مليون مشترك. على الرغم من وفاة طومسون في حادث بارز في 29 يوليو 2019 ، استمرت القناة في التحميل.

## التاريخ
كان اسم القناة في الأصل "01032010814" ، وهو التاريخ والوقت المحدد الذي أنشأ فيه تومسون القناة. بعد أول فيديو له، بدأ في صنع فيديوهات أصنعها بنفسك وفي 9 سبتمبر 2017 ، قدمت القناة نيت بونهام كمضيف مشارك، وأصبح المضيف الدائم بعد بضعة أسابيع. في 25 أكتوبر 2018 ، قدمت القناة Calli Gade كمضيف مشارك.   ورد أن طومسون غادر لقضاء المزيد من الوقت مع العائلة، لكنه لا يزال يمتلك الشركة وكان يشارك في العمليات اليومية حتى وفاته.

## رسوم متفجرات
في يناير 2018 ، اتهم طومسون بتهمتي حيازة جناية من الدرجة الثانية لجهاز متفجر بزعم إجراء تجارب حارقة في فنائه الخلفي. في مواجهة 15 سنة كحد أقصى في السجن، وافق طومسون على صفقة مساومة. في مقابل إسقاط التهم عن عقوبة معلقة بتهور الجنح بتهمة جهاز حارق، وافق طومسون على إنشاء مقطعي فيديو على YouTube لتوعية المشاهدين حول «السلامة الجسدية و / أو المخاطر القانونية المرتبطة بالتجارب التي قد تكون خطيرة».

## وفاة غرانت طومسون
في 29 يوليو 2019 ، توفي طومسون في حادث تحطم بارز بالقرب من إعصار في مقاطعة واشنطن ، يوتا . أبلغت أسرته عن اختفائه حوالي الساعة 10:30 مساءً إلى مكتب شريف مقاطعة واشنطن بعد أن لم يعد من الرحلة في ذلك اليوم. استخدم الضباط نظام تحديد المواقع العالمي (GPS) للاتصال بمحدد موقع يحمله معه ؛ وجدوا جسده مع جهاز تسجيل. لا تزال القضية قيد التحقيق. نجا من زوجته وأبنائه الأربعة. رداً على وفاته، قامت قناة كينغ اوف رامدون بتحميل غرانت طومسون، في Memoriam إلى يوتيوب في 30 يوليو. يبلغ طول الفيديو دقيقة واحدة بالضبط، وهو ببساطة صورة لطومسون مع تسمية توضيحية تقول "غرانت طومسون 1980-2019.

## روابط خارجية
الموقع الرسمي
القناة على اليوتيوب